# Європейська спільнота з атомної енергії
Європе́йська спільно́та з а́томної ене́ргії, або Європе́йське співтовари́ство з а́томної ене́ргії (Євратом) (англ. European Atomic Energy Community, EAEC (Euratom)) — міжнародна організація утворена згідно з Римськими договорами 1957 року для спільного розвитку мирного використання атомної енергії, створення спеціалізованого ринку ядерної енергетики в Європі шляхом розвитку ядерної енергетики та розподілу її серед держав-членів, і продаванням надлишку державам, які не є членами. Проте з роками сфера діяння організації значно розширилася, охопивши велику різноманітність областей, пов’язаних з ядерною енергетикою та іонізуючим випромінюванням, таких як охорона ядерних матеріалів, радіаційний захист та будівництво Міжнародного термоядерного реактора ITER.
Організація була утворена одночасно з заснуванням Європейської економічної спільноти і через шість років після створення Європейської спільноти з вугілля та сталі. Разом три об'єднання отримали назву Європейські Спільноти. Згідно з договором, Євратом сприяє розвиткові та дослідженням з атомної енергетики, створенню спільного ринку ядерного пального, контролю за ядерними виробництвами та розвиткові атомних технологій у мирних цілях в рамках єдиних стандартів безпеки. Після об'єднання органів керування Спільнотами 1967 року, функції Євратому, визначені договором, виконує Європейська Комісія.
Ця міжнародна організація юридично відрізняється від Європейського Союзу (ЄС), хоча має ті сама членства і керується багатьма інституціями ЄС; але це єдина громадська організація, яка залишилася, незалежна від ЄС і, отже, поза регуляторним контролем Європейського парламенту. З 2014 року Швейцарія також бере участь у програмах Євратому як асоційована держава.
Сполучене Королівство припинила бути членом організації 31 січня 2020 року. Однак згідно з умовами Угоди між Сполученим Королівством та ЄС про торгівлю та співробітництво, Сполучене Королівство брала участь в Євратомі як асоційована держава після закінчення перехідного періоду 31 грудня 2020 року.

## Історія

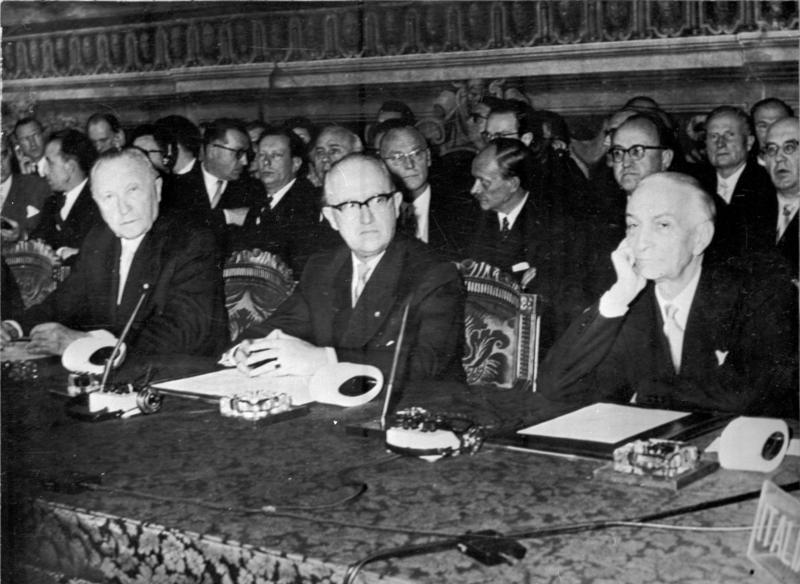
1 квітня 1957 року Конрад Аденауер, Вальтер Гальштайн і Антоніо Сеньї підписали Європейський митний союз і Євратом в Римі, Італія.

Спільна асамблея запропонувала розширити повноваження Європейського співтовариства вугілля та сталі на інші джерела енергії. Проте Жан Моне, архітектор і президент ЄОВС, хотів створити окреме співтовариство, яке б охоплювало ядерну енергетику. Луї Арман був призначений відповідальним за дослідження перспектив використання ядерної енергії в Європі; його доповідь дійшла висновку, що подальші ядерні розробки необхідні, щоб заповнити дефіцит, що залишився внаслідок вичерпання вугільних родовищ, і зменшити залежність від виробників нафти. Проте країни Бенілюксу та Німеччина також прагнули створити загальний єдиний ринок, хоча Франція протистояла цьому через свій протекціонізм, і Жан Моне вважав це занадто великим і важким завданням. Зрештою, Моне запропонував створити окремі атомно-енергетичні та економічні спільноти, щоб примирити обидві групи.
Міжурядова конференція зі спільного ринку та Євратома в замку Валь-Дюшес у 1956 р. розробила основні положення нових договорів. Євратом сприятиме співробітництву в ядерній сфері, що на той час була дуже популярною сферою, і, поряд з ЄЕС, матиме загальну асамблею та Суд ЄСВС, але не її керівників. Євратом матиме власну Раду та Комісію з меншими повноваженнями, ніж Вищий орган Європейського співтовариства вугілля та сталі. 25 березня 1957 р. члени ЄОВС підписали Римські договори (Договір про Євратом і ЄЕС), які набрали чинности 1 січня 1958 року.
Щоб заощадити ресурси, ці окремі структури, створені Римськими договорами, були об’єднані в 1965 році Договором про злиття. Інститути ЄЕС взяли на себе відповідальність за управління ЄОВС і Євратомом, при цьому всі три стали відомими як Європейські Співтовариства, навіть якщо кожна юридично існувала окремо. У 1993 році Маастрихтський договір створив Європейський Союз, який поглинув Співтовариства, але Євратом до тепер зберіг окрему правосуб'єктність.
Європейська конституція мала на меті консолідувати всі попередні договори та посилити в них демократичну підзвітність. До договору про Євратом не внесли змін, як до інших договорів, тому Європейському парламенту надали кілька повноважень щодо нього. Однак причиною, чому вона залишилася без змін, була та сама причина, по якій Конституція залишила його відокремленим від решти ЄС: антиядерні настрої серед європейського електорату, які можуть невиправдано наштовхнути виборців проти договору. Таким чином, договір про Євратом залишається в силі відносно незмінним з моменту його первинного підписання.

## Хронологія розвитку ЄС
Цей загальний графік включає створення та розвиток Євратому і показує, що наразі це єдиний колишній орган ЄС, який не був інкорпорований до ЄС.

Після закінчення Другої світової війни суверенні європейські країни уклали договори і, таким чином, співпрацювали та узгоджували політику (або об’єднували суверенітет) у дедалі більшій кількості сфер, у проєкті європейської інтеграції чи побудові Європи (франц. la construction européenne). Нижче наведено юридичне заснування Європейського Союзу (ЄС) — основну основу для цього об’єднання. ЄС успадкував багато своїх теперішніх обов'язків від Європейських Співтовариств (ЄС), які були засновані в 1950-х роках у дусі Декларації Шумана.
| Підписаний Діє з Документ      | 1948 Брюссельський договір                                         | 1951 1952 Паризький договір                                                       | 1954 1955 Поправки до Брюссельського договору                                     | 1957 1958 Римські договори                                                        | 1965 1967 Договір злиття                        | 1975 Н/Д Висновки Європейської ради             | 1985 Шенгенська угода                         | 1986 1987 Єдиний європейський акт             | 1992 1993 Маастрихтський договір              | 1992 1993 Маастрихтський договір | 1997 1999 Амстердамський договір | 2001 2003 Ніццький договір | 2007 2009 Лісабонська угода | 2007 2009 Лісабонська угода |  |  |  |  |  |  |  |
|                                |                                                                    |                                                                                   |                                                                                   |                                                                                   |                                                 |                                                 |                                               |                                               |                                               |                                  |                                  |                            |                             |                             |  |  |  |  |  |  |  |
| Підвалини Європейського Союзу: |                                                                    |                                                                                   |                                                                                   |                                                                                   |                                                 |                                                 |                                               |                                               |                                               |                                  |                                  |                            |                             |                             |  |  |  |  |  |  |  |
| Європейські спільноти          |                                                                    |                                                                                   |                                                                                   |                                                                                   |                                                 |                                                 |                                               |                                               |                                               |                                  |                                  |                            |                             |                             |  |  |  |  |  |  |  |
|                                | Європейська спільнота з атомної енергії (Євратом)                  |                                                                                   |                                                                                   |                                                                                   |                                                 |                                                 |                                               |                                               |                                               |                                  |                                  |                            |                             |                             |  |  |  |  |  |  |  |
|                                |                                                                    |                                                                                   | Європейська спільнота з вугілля та сталі (ЄСВС)                                   | Європейська спільнота з вугілля та сталі (ЄСВС)                                   | Європейська спільнота з вугілля та сталі (ЄСВС) | Європейська спільнота з вугілля та сталі (ЄСВС) | Термін дії договору минув у 2002 р.           | Термін дії договору минув у 2002 р.           | Термін дії договору минув у 2002 р.           |                                  | Європейський Союз (ЄС)           | Європейський Союз (ЄС)     |                             |                             |  |  |  |  |  |  |  |
|                                |                                                                    |                                                                                   | Європейська економічна спільнота (ЄЕС)                                            |                                                                                   |                                                 |                                                 |                                               |                                               |                                               |                                  | Європейський Союз (ЄС)           | Європейський Союз (ЄС)     |                             |                             |  |  |  |  |  |  |  |
|                                |                                                                    |                                                                                   |                                                                                   | Шенгенська угода                                                                  |                                                 |                                                 | Європейська спільнота (ЄС)                    | Європейська спільнота (ЄС)                    |                                               |                                  | Європейський Союз (ЄС)           | Європейський Союз (ЄС)     |                             |                             |  |  |  |  |  |  |  |
|                                |                                                                    | Співробітництво TREVI (тероризм, радикалізм, екстремізм та міжнародне насильство) | Співробітництво TREVI (тероризм, радикалізм, екстремізм та міжнародне насильство) | Співробітництво TREVI (тероризм, радикалізм, екстремізм та міжнародне насильство) | Правосуддя та внутрішні справи                  |                                                 | Європейська спільнота (ЄС)                    | Європейська спільнота (ЄС)                    |                                               |                                  | Європейський Союз (ЄС)           | Європейський Союз (ЄС)     |                             |                             |  |  |  |  |  |  |  |
|                                | Співробітництво між поліцією та правосуддям у кримінальних справах | Співробітництво TREVI (тероризм, радикалізм, екстремізм та міжнародне насильство) | Співробітництво TREVI (тероризм, радикалізм, екстремізм та міжнародне насильство) | Співробітництво TREVI (тероризм, радикалізм, екстремізм та міжнародне насильство) | Правосуддя та внутрішні справи                  |                                                 |                                               |                                               |                                               |                                  | Європейський Союз (ЄС)           | Європейський Союз (ЄС)     |                             |                             |  |  |  |  |  |  |  |
|                                |                                                                    |                                                                                   |                                                                                   |                                                                                   | Європейська політична співпраця                 | Спільна зовнішня та безпекова політика (СЗБП)   | Спільна зовнішня та безпекова політика (СЗБП) | Спільна зовнішня та безпекова політика (СЗБП) | Спільна зовнішня та безпекова політика (СЗБП) |                                  | Європейський Союз (ЄС)           | Європейський Союз (ЄС)     |                             |                             |  |  |  |  |  |  |  |
| Неконсолідовані органи         | Неконсолідовані органи                                             | Західноєвропейський союз (ЗЄС)                                                    | Західноєвропейський союз (ЗЄС)                                                    | Західноєвропейський союз (ЗЄС)                                                    | Західноєвропейський союз (ЗЄС)                  | Західноєвропейський союз (ЗЄС)                  | Західноєвропейський союз (ЗЄС)                |                                               |                                               |                                  |                                  | Європейський Союз (ЄС)     |                             |                             |  |  |  |  |  |  |  |
| Неконсолідовані органи         | Неконсолідовані органи                                             | Західноєвропейський союз (ЗЄС)                                                    | Західноєвропейський союз (ЗЄС)                                                    | Західноєвропейський союз (ЗЄС)                                                    | Західноєвропейський союз (ЗЄС)                  | Західноєвропейський союз (ЗЄС)                  | Західноєвропейський союз (ЗЄС)                | Припинив існування у 2011 р.                  |                                               |                                  |                                  |                            |                             |                             |  |  |  |  |  |  |  |
|                                |                                                                    |                                                                                   |                                                                                   |                                                                                   |                                                 |                                                 |                                               |                                               |                                               |                                  |                                  |                            |                             |                             |  |  |  |  |  |  |  |

## Співпраця
- З 2014 року Швейцарія бере участь у програмах Євратому як асоційована держава.[15]
- З січня 2021 року Сполучене Королівство бере участь у програмах Євратому як асоційована держава відповідно до умов Угоди про торгівлю та співробітництво між Сполученим Королівством і ЄС.[16][17]
- Станом на 2022 рік Євратом підтримує Угоди про співпрацю різного масштабу з десятьма країнами: Вірменією,[18] Австралією,[19] Канадою,[20] Індією,[21] Японією,[22] Казахстаном,[23] Південною Африкою,[24] Україною,[25] США[26] та Узбекистаном.[27]

## Вихід Сполученого Королівства з ЄС
26 січня 2017 року Сполучене Королівство оголосило про свій намір вийти з ЄАСЕС після рішення про вихід з Європейського Союзу. Офіційне повідомлення про вихід з ЄАЭС було надано в березні 2017 року в листі-повідомленні за статтею 50, де вихід був чітко зазначений. Вихід набув чинности лише після переговорів про умови виходу, які тривали два роки і десять місяців.
У звіті Комітету Палати громад з питань бізнесу, енергетики та промислової стратегії, опублікованому в травні 2017 року, ставиться під сумнів юридична необхідність виходу з Євратому та закликається до тимчасового продовження членства, щоб дати час для нових домовленостей.
У червні 2017 року робоча група Європейської комісії з переговорів опублікувала документ про позицію, переданий ЄС-27 щодо ядерних матеріалів та захисного обладнання (Євратом), під назвою «Основні принципи щодо ядерних матеріалів та захисного обладнання». Наступного місяця в брифінгу з бібліотеки Палати громад оцінювались наслідки виходу з Євратома.
У 2017 році стаття в The Independent поставила під сумнів доступність ядерного палива для Сполученого Королівства після 2019 року, якщо Сполучене Королівство вийде з ЄС, і необхідність нових договорів, що стосуються транспортування ядерних матеріалів. У статті 2017 року в New Scientist сказано, що постачання радіоізотопів для лікування раку також потрібно буде враховувати в нових договорах.
Британські політики припустили, що Сполучене Королівство може залишитися в Євратомі. У 2017 році деякі стверджували, що це вимагатиме – за межами згоди ЄС-27 – зміни або скасування листа зі статтею 50 від березня 2017 року.
Закон про ядерні гарантії 2018 року, що передбачає гарантії після виходу з Євратому, отримав королівську згоду 26 червня 2018 року.
Угода про торгівлю та співробітництво між Сполученим Королівством і ЄС, що викладає відносини Сполученого Королівства з Європейським Союзом з 1 січня 2021 року, передбачає участь Сполученого Королівства «як асоційованої країни в усіх частинах програми Євратом».

## Досягнення
В історії європейського регулювання стаття 37 Договору про Євратом є новаторським законодавством щодо обов'язкових транскордонних зобов'язань щодо впливу на навколишнє середовище та захисту людей.

## Президент
Комісію з п’яти членів очолювали лише три президенти, тоді як вона мала незалежних керівників (1958–1967), усі з Франції були.